# Jasón y los argonautas (serie de televisión)
Jasón y los argonautas es una serie de televisión de Estados Unidos producida por Hallmark y dirigida por Nick Willing. Fue trasmitida en dos capítulos en el año 2000.

## Argumento
Pelias vence y asesina a Esón clavándole un puñal. El hijo de Esón, Jasón (Jason London), evita la muerte gracias a un miembro de la guardia real, Mopsos (Mark Lewis Jones), que siguiendo un pasadizo secreto, lo conduce al exterior de la ciudad. Para proteger al niño el guardia lo entrega al centauro Quirón (Hugh Quarshie), junto con la llave de la entrada secreta al palacio.
Años después, Jasón recuerda todo lo sucedido en un sueño. Entonces le pregunta a Quirón si lo que ha soñado es cierto, y después de que este se lo confirmara, parte a reclamar su trono. Por el camino se encuentra a una señora mayor que quiere cruzar un río pero dice que la corriente es muy fuerte; entonces Jasón la ayuda a cruzarlo. Después de haberlo cruzado la señora le dice a Jasón que el colgante que lleva es muy valioso ya que era un amuleto de Hera (Olivia Williams). Después desaparece misteriosamente y Jasón pierde una sandalia, lo que quiere decir que es un protegido de los dioses. Más tarde llega a reclamar su trono y ve que Pelias se casó con su madre Polímele (Diana Kent) y que tiene un hijo. Pelias no está dispuesto a cederle fácilmente el trono, y le pone como condición para acceder a él que traiga el Vellocino de oro, al que Pelias quiere pedirle el deseo de ser inmortal. A pesar de la enorme dificultad de la misión, Jasón acepta el desafío.
Le dan un barco y lo llaman Argo porque quien lo diseñó se llamaba así, pero como no tenía tripulación se la tuvo que buscar él, ve a Ulises y él le ayuda a buscar más gente, pero no encuentran marineros porque estos no quieren ir con Jasón; Orfeo (Adrian Lester), al que le gusta tocar la lira, es otra persona que se irá con él en la nave.
Va al cartógrafo porque es el único que sabe dónde está el vellocino, el cartógrafo se lo dice, pero tiene que darle a cambio algo de valor; entonces le da el amuleto, ya que es lo único de valor que posee, pero el cartógrafo se lo devuelve y le dice que él, Jasón, le dará un mejor uso. Le enseña el mapa y le dice que nadie sabe dónde está excepto una persona llamada Fineo que vive en una isla que le indica en el mapa. Cuando se lo está diciendo, entra su hijo, y le dice que sin él su padre no podría haber hecho todos estos mapas. El hijo quiere ir con Jasón, pero su padre no le deja. Después se encuentra a Hércules (Brian Thompson) quien también irá con Jasón. También ira el hermanastro de Jasón, Acasto (Tom Harper), además de un ladrón y otras personas. Al comenzar el rumbo con el barco, se encuentra con Atalanta (Olga Sosnovska), que es una amiga de la Escuela a la que había ido antes, y a quien se le daba muy bien el tiro con arco. Además, Atalanta quería a Jasón. Zeus (Angus Macfadyen), al ver eso, le hace 10,000 veces más difícil todo lo que haga.
Una de las cosas que le hace es ponerle niebla para que no vean hacia donde están yendo y un remolino en el cual el barco quedó bastante dañado. Así pasan un buen tiempo hasta que alguien ve unas rocas y tienen que maniobrar para no chocar con ellas. Cuando se va la niebla, desembarcan y están en una isla donde vienen mujeres guerreras y no hay hombres. Estas le dan de comer, les proporcionan camas y Jasón se acuesta con una y se quita el amuleto. Pero Jasón espiando, porque no se acaba de fiar, descubre que los hombres son como un sacrificio para Hera. Se lo cuenta a los demás tripulantes, pero no le creen y siguen en una fiesta que habían organizado hasta que realmente se dan cuenta de que los van a matar. Entonces todos escapan y se van al barco aún dañado y huyen de esa isla.
Los que custodian el vellocino, ven lo que va a pasar y envían un barco para que ataque al barco de Jasón. Entre los que van a atacar, va el hijo del rey de la isla donde se encuentra el vellocino. Una vez que Jasón y los argonautas han llegado a la isla, unos de la tripulación ven un torreón donde hay comida, pero al intentar coger una fruta unos monstruos llamados harpías les atacan. Jasón y otros ven a Fineo (Derek Jacobi), que es ciego y está en esa isla solo. Le preguntan dónde está el vellocino, pero para que se lo diga deben cumplir una misión que les propone. Esta consiste en matar las harpías, ya que dice que le roban los alimentos. Van al torreón donde están las harpías y Jasón entra pero espera un rato para coger algo, ya que los otros están empujando las piedras para que se caigan encima de las harpías. Al final Jasón coge una fruta y se pone debajo de la mesa, y a las harpías le caen los pedruscos y mueren. Como han conseguido su misión, Fineo les dice que el vellocino está en Colquida. Y ponen rumbo hacia allí.
El barco que el rey Eetes (Frank Langella), envió para que atacase a Jasón, naufraga y solo sobrevive su hijo Apsirto (James Callis). Por el camino, Jasón y los argonautas encuentran, agarrado a una tabla, a Apsirto, pero como eso los argonautas no lo saben, le ayudan llevándolo a él también en el barco. Le preguntan cómo llegar a Colquida y este les dice que para llegar, el único camino que conoce es pasando a través de dos montañas, pero que allí la corriente es demasiado fuerte y es muy difícil pasar.
Jasón y los argonautas intentan pasar, pero decidiendo que sea una paloma blanca, que les había seguido todo el viaje y que, según Orfeo, era su esposa que murió, quien les guíe. Tiran la paloma al aire y ven que las montañas se cierran tras su paso. De todas maneras, intentan pasar, y a pesar de muchas dificultades consiguieron atravesarlas. El que se cierren las montañas era una imaginación de las personas, ya que por allí era muy difícil pasar y por eso llegaron a esa conclusión. Mientras, en el lugar donde estaba la madre de Jasón, el hechicero se equivocó y dijo que Jasón y los tripulantes habían muerto, y su madre no se lo podía creer. Al llegar los argonautas a Cólquida, Jasón le dice al rey Eetes que quiere el vellocino de oro, y él le dice que solo un protegido de los dioses podría llegar a coger el vellocino.
Mientras, Hera le dice a la diosa del amor que le clave una de sus flechas a Medea (Jolene Blalock), hija del rey de Colquida, para que le dé todo su amor a Jasón. El rey de Colquida le hace pasar una prueba a Jasón para demostrar que es un protegido de los dioses. Dice que debe domar un toro de metal que escupe fuego por la boca y labrar con él un pequeño campo y sembrar dientes de dragón.
Medea, a quien la diosa del amor ya ha clavado su flecha, le ayuda poniéndole un aceite con el que será invulnerable al fuego del toro.
Al día siguiente Jasón va como a un coliseo para hacer esa proeza, abren como una caja donde está el toro y Jasón se enfrenta a él, pero la primera vez el toro le echa fuego y Jasón cae al suelo. Gracias al aceite que Medea le dio, el fuego no le causó grandes quemaduras. Luego, Jasón se subió al gran toro y se agarró para no caerse. Al final, el toro se cansó y empezó a labrar la tierra.
Una vez labrada la tierra le dan las semillas para sembrar. De las semillas sembradas salen unos guerreros que atacan a Jasón.
Estos guerreros solo se podían matar entre ellos mismos, y Jasón les engaña para que se maten entre ellos. Una vez superada la prueba, Eetes quiere casar a su hija con Jasón y que Jasón se quede en la isla con el vellocino. Pero Apsirto le dice a su padre que ha oído a Jasón decir a Medea que, después de coger el vellocino, se escaparán de la isla. Cuando se dirigen a por el vellocino, Medea se va con ellos.
Apsirto envía entonces un ejército a luchar contra Jasón y los argonautas. El ejército lucha contra Jasón y los argonautas, y durante la lucha, Medea le clava a su hermano, una lanza, y lo mata.
Para poder coger el vellocino, deben atravesar un barranco. A Jasón se le ocurre de pasar con una cuerda y le dice a Hércules que tire una cuerda atada a un escudo hacia el otro lado del barranco y lo van saltando.
Mientras atraviesan el barranco, les ataca un ejército, y Hércules lucha contra todos ellos. Aun así, los arqueros de dicho ejército estaban apuntando a los que pasaban, matando a muchos de ellos, pero uno de ellos sigue con una flecha clavada, llega hasta el barco y se queda allí esperando a los demás, acompañando de algunos tripulantes que se habían quedado en el barco. Los que sobreviven sin ninguna flecha siguen su camino para coger el vellocino y Hércules se queda luchando, pero se cae con algunos de los soldados por el barranco y Jasón se entristece mucho.
Al final ven el vellocino, que estaba en la rama de un árbol, pero al intentar acercarse se encuentran a un dragón que les impide cogerlo. Más de uno intenta pasar y cogerlo pero, o bien se caían por el barranco que estaba en el otro lado del árbol o bien se los comía el dragón. A Jasón se le ocurre la idea de que Orfeo toque mientras él se ata una cuerda para no caerse. Todo va bien hasta que Orfeo se equivoca de cuerda en su lira y el dragón vuelve en sí. A Jasón le había dado el tiempo justo para atarse, y al luchar, el dragón cae por el barranco, pero Jasón no, porque estaba atado. Jasón sube por la cuerda y coge el vellocino, que era una piel de cabra dorada, y vuelven al barco. Al llegar, Jasón ve a Hércules muerto en el agua, y de golpe desaparece misteriosamente. Rápidamente cogen el barco para irse de Colquida.
Medea se va con Jasón para casarse, Zeus, para asegurarse de que su amor es puro, se presenta en un sueño y le quita la flecha del amor, pero aun así Medea sigue queriendo a Jasón y rechaza a Zeus.
Al despertar, Medea presiente que han asesinado a su padre, lo cual resulta ser cierto, ya que, como no tienen el vellocino, no podrán ganar ninguna otra batalla más.
En el barco, el ladrón le quita la flecha al que llegó herido y Medea le pone un líquido que le cura la herida superficial pero la de dentro se le tendría que curar poco a poco. 
Al llegar a casa, el padre del cartógrafo le estaba esperando. También le da una mala noticia a Jasón y es que su madre se suicidó al saber la errónea noticia de que había muerto.
Jasón ve una nueva constelación y es la constelación de Hércules, que cuando murió se convirtió en esa nueva constelación.
Mopsos guarda el vellocino y Acasto se lo quiere arrebatar emborrachándole.
Jasón ve una escultura de Hera y le pregunta cuánto camino le queda, a lo que ella le responde que aún le queda mucho camino por hacer.
Al día siguiente no está Acasto ni Medea y tampoco esta el vellocino. Entonces Jasón y los argonautas creen que los dos les habían engañado.
Acasto va a ver a su padre con el vellocino de oro en la cabeza y le dice que ahora el reinado era suyo porque llevaba el vellocino. Su padre entonces le da un abrazo por haber conseguido el vellocino, pero el rey quiere el vellocino, así que al abrazarle le clava un cuchillo a su hijo y coge él el vellocino. En ese momento el vellocino se vuelve plateado y pierde el color dorado.
Medea está viendo todo esto camuflada entre los ciudadanos. Y al ver que ha perdido su color se presenta a Pelias y le dice que ella puede hacer que el vellocino vuelva a tener el color dorado. Va al estanque de agua donde murió su hermano, demuestra su poder haciéndose un corte en el brazo y se pone un líquido, con lo que la herida se cura perfectamente y comienza a hacer un ritual, echando unos líquidos en el agua del estanque.
Mientras Jasón y otros de la tripulación se disponen a ir al palacio para ver lo que pasaba, uno de ellos le dice a Jasón que hay una manera de entrar sin ser visto, y es entrando por un pasadizo secreto que solo puede ser abierta con una llave, que es la que tenía Jasón cuando salió de su país. Pero esa llave ya no la tenía porque se la dejó en aquella isla.
Sin embargo, el ladrón la cogió pensando que tenía bastante valor. Cuando se entera de eso, se la devuelve a Jasón y se van para el palacio.
Camino del palacio, les hacen una emboscada y luchan contra los guerreros que les atacan. Acaban con ellos pero también muere Argos, el diseñador de la nave. Al llegar a la puerta de la entrada secreta, Jasón abre la puerta con la llave y pasan por el pasadizo. Mientras, en el estanque, Medea ya ha acabado de poner los líquidos y le dice a Pelias que ya está listo, y que debe meterse en el estanque con el vellocino para que este recupere su color dorado. Pelias, que no se fía, hace entrar primero a su hechicero amenazándole con matarle si no lo hace. Al entrar el hechicero en el estanque, desaparece como si hubiera sido engullido por algo. En ese mismo momento aparece Jasón y los demás, y matan a los guerreros que había allí. Pelias, coge a Medea y le pone el cuchillo en el cuello. Jasón le dice que el poder del vellocino no existe y que uno se forja con los actos, que el vellocino no sirve de nada, nosotros construimos nuestro destino por medio de nuestros actos, y es nuestra imaginación lo que hace que pensemos que algo concede deseos. Pelias hace ver que está de acuerdo y le da una abrazo pero su intención era clavarle un cuchillo. En ese momento, Jasón lo esquiva y hace que se lo clave él mismo. 
Al final, Jasón se casa con Medea y Atalanta se queda triste porque también ella quería a Jasón; con esto dicho, de los personajes que emprendieron el viaje, solo sobrevivieron Jasón, Atalanta, Orfeo, los canteros, el ladrón, el soldado y el hijo del cartógrafo.